# Gigaspora margarita
Gigaspora margarita är en svampart som beskrevs av W.N. Becker & I.R. Hall 1976. Gigaspora margarita ingår i släktet Gigaspora och familjen Gigasporaceae.   Inga underarter finns listade i Catalogue of Life.